# West Nanticoke
West Nanticoke es un lugar designado por el censo ubicado en el condado de Luzerne en el estado estadounidense de Pensilvania. En el año 2010 tenía una población de 749 habitantes.

## Geografía
West Nanticoke se encuentra ubicado en las coordenadas 40°13′5″N 76°0′33″O / 40.21806, -76.00917.. Según la Oficina del Censo de los Estados Unidos, West Nanticoke tiene una superficie total de 0,71 mi² (1,8 km²), de la cual 0,59 mi² (1,5 km²) corresponden a tierra firme y 0,12 mi² (0,3 km²) es agua.